# Heinz Werner (Schiedsrichter)
Heinz Werner (* 8. August 1946; † 31. Oktober 2009) war ein deutscher Fußballschiedsrichter.

## Schiedsrichter
Werner leitete als Schiedsrichter in den 1980er Jahren Partien der ersten und zweiten Fußball-Bundesliga. Insgesamt pfiff er in 65 Erst- und 60 Zweitligaspielen.

## Tod und Fahndung
Am 31. Oktober 2009, einem Samstagnachmittag, stieg Heinz Werner zu zwei bislang unbekannten Männern in ein Kraftfahrzeug ein, das nach vorherigen Angaben Werners von Auersmacher nach Bliesransbach fahren sollte, und blieb danach verschwunden. Auf dem Gelände seiner Firma wurde am selben Tag von Unbekannten eine als Hühnerfutterbehälter verwendete Plastiktonne gestohlen, wobei Blutspuren Werners an eine Holzkiste gelangten.
Werners Leichnam wurde am 25. Dezember 2009 in der Saar bei der Staustufe Kanzem aufgefunden. Dabei fanden sich auch Futterkörner aus dem entwendeten Behälter in Werners Kleidung. Die Untersuchung durch die Kriminalpolizei Saarbrücken ergab, dass Werner mit hoher Wahrscheinlichkeit getötet wurde. Eine Obduktion ergab Kopfverletzungen. Das Motiv der Tötung ist unbekannt.
Im Rahmen der Öffentlichkeitsfahndung wurde der Fall Werner am 25. August 2010 in der Fernsehsendung Aktenzeichen XY … ungelöst ausgestrahlt. Das Tötungsdelikt ist bis heute ungeklärt.